# Microrhagus lepidus
Microrhagus lepidus är en skalbaggsart som beskrevs av Wilhelm Gottlob Rosenhauer 1847. Microrhagus lepidus ingår i släktet Microrhagus, och familjen halvknäppare. IUCN kategoriserar arten globalt som livskraftig. Enligt den svenska rödlistan är arten nära hotad i Sverige. Arten förekommer i Götaland, Öland, Svealand och Nedre Norrland. Artens livsmiljö är skogslandskap, jordbrukslandskap.